# Cosmopterix clandestinella
Cosmopterix clandestinella là một loài bướm đêm thuộc họ Cosmopterigidae. Loài này có ở Hoa Kỳ (from Massachusetts và miền nam Ohio phía nam đến Virginia và North Carolina. Nó đã được ghi nhận ở Michigan. Cánh trước dài 3,2-3,7 mm.
Ấu trùng ăn Dichanthelium clandestinum. Chúng ăn lá nơi chúng làm tổ. 